# Virksomhedsadministration
 For alternative betydninger, se Administration.
En virksomhedsadministration er en organisation eller en organisatorisk enhed, der har til formål at varetage en servicefunktion eller forvalte noget for andre, for eksempel de økonomiske, personalemæssige og organisatoriske forhold i en produktionsvirksomhed. Ordet er afledet af latin: administrare, betjene. Administration bliver undertiden beskrevet som et Bureaukrati.
Administration indenfor den Offentlige sektor betegnes som Forvaltning eller Offentlig forvaltning.